# Kevin Clark
Kevin Alexander Clark, född 3 december 1988 i Highland Park i Illinois, död 26 maj 2021 i Chicago, Illinois, var en amerikansk trumslagare, gitarrist och skådespelare.

## Filmografi
- 2003 – School of Rock